# Ibicaraí

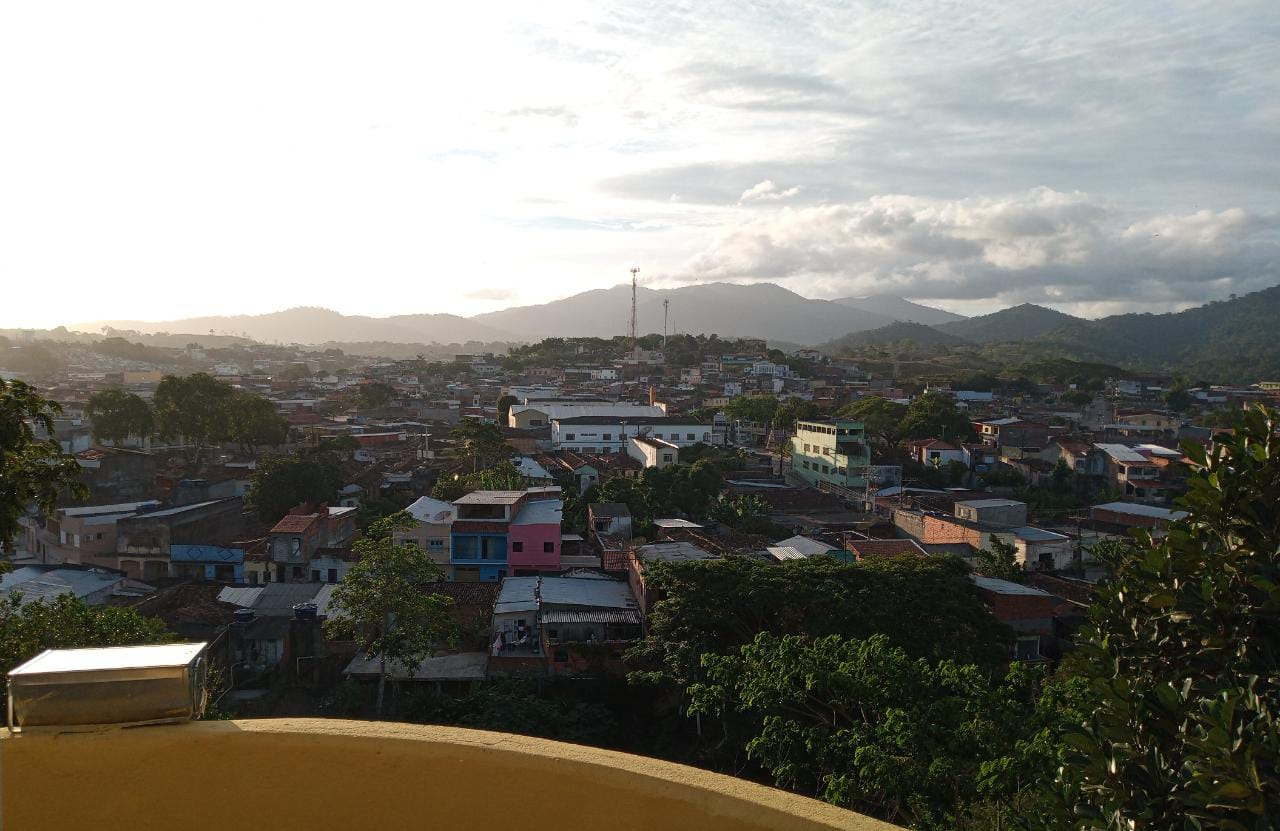
Vista da cidade

Ibicaraí é um município do estado da Bahia, no Brasil. Sua população, conforme estimativas do IBGE de 2021, era de 21 083 habitantes.

## Topônimo
"Ibicaraí" é um termo oriundo da língua tupi. Significa "terra santa", através da junção de yby ("terra") e caray ("santo"Calixto Roxo, em 1916, vendeu para Manoel Marques Primo, seu roçado localizado à margem esquerda do Rio Salgado. Familiares de Manoel imigraram então para o pequeno roçado, iniciando a cultura da semente do cacau na região. Em 1917, fruto dessa imigração de cultura familiar e da expansão natural do agronegócio cacaueiro, formava-se um pequeno povoado que se reunia em um barracão central, onde eram realizados pequenos negócios e se colocava a conversa em dia. Em razão destas costumeiras reuniões, o povoado ganhou o nome de "Palestra", povoado de Itabuna.
Palestra cresceu, recebeu moradores de outras famílias que se envolviam com a recém criada cultura do cacau, e em 1920, por sugestão de Aurélio Caldas, seu nome passou a ser Palestina.
Foi elevada à condição de vila, em 1937, "Vila Palestina". A Lei Estadual 141, de 1943, criou o nome de Ibicaraí, que, na língua tupi, quer dizer "Terra Sagrada". A Lei Estadual 451, de 22 de outubro de 1952, transformou a condição de vila para a de município, quando se desmembrou em definitivo de Itabuna.

## História
A cidade de Ibicaraí teve a sua origem diretamente ligada ao território de Itabuna, localizado na zona cacaueira (sul da Bahia), a qual foi desmembrada em 1952, possuindo uma área estimada de acordo com os limites que lhe foram dados pela Lei 491, de 22 de outubro de 1952, de 1 300 quilômetros quadrados. Conforme os resultados do Censo de 1950, o novo município (naquela época vila) passou a ter uma população de 73 397 habitantes, sendo 37 813 homens e 35 384 mulheres; localizando-se 84 por cento da população na zona rural.
Além da sede, faziam parte do território do novo município as vilas de Floresta Azul, Santa Cruz da Vitória, Firmino Alves, Itaiá e Itororó. Ibicaraí contava ainda, com os povoados de Cajueiro, Saloméa, Santa Isabel, Coquinhos, Ponto do Astério, Ipiranga, Rio do Meio, Jussara e Itati. Sendo um município essencialmente agrícola, a maior parte de sua população encontrava-se na zona rural. De acordo com o Recenseamento Geral de 1950, existiam em Ibicaraí, então sede distrital, 8.020 pessoas.
O terra onde atualmente está localizada a cidade de Ibicaraí começou a ser desbravada no começo do XX. À 40 km a oeste da cidade de Itabuna, o pioneiro Calisto Roxo deu início a plantação das primeiras sementes de café na região. Ele, após alguns anos trabalhando com a monocultura cafeeira, decidiu vender as terras pelo valor de Cr$ 400,00 (quatrocentos cruzeiros) ao camponês Manoel Marques dos Santos Primo, no ano de 1916. Um dos motivos que pode ter influenciado para que Calisto Roxo se desfizesse de suas terras, eram os frequentes relatos das visitas inconvenientes de indígenas que andavam pela região,
Ao receber as terras de Calisto, Manoel iniciou uma nova história na região, transferiu-se com sua família para o roçado e passou a cultiva a cultura cacaueira. Essa atitude trouxe na imigração de vários moradores para a região, no qual, Manoel e sua família foram acolhedores. As famílias que chegavam a cada ano foram se aglomerando e não demorou muito para que o roçado logo se tornasse um pequeno povoado. Foi construído um barracão, onde os homens que desbravavam a Mata para introduzir o plantio de diversas culturas, se reuniam para conversar e aproveitavam para negociar os produtos de suas terras. Devido as constantes palestras que os homens faziam no Barracão, o povoado foi batizado com o nome de PALESTRA. A questão é que Palestra crescia muito rapidamente e a população se estabelecia desordenadamente no local, logo, necessitou da ajuda um especialista para demarcar as terras. Trazendo assim em 1920, o engenheiro Aurélio Caudas para realizar a demarcação das terras, ao deparar-se com o território fértil, o engenheiro afirmou que esta era uma "Terra Santa". O termo foi bem recebido pelos moradores do povoado, que passou a chamar o local de PALESTINA, sendo uma referência à Terra Sagrada do povo judeu.
O comerciante e fazendeiro Francisco Assis destacou entre os moradores sendo o responsável pelo primeiro cinema de Palestina, além de montar a primeira escola e trazer as primeiras professoras. Ele foi premiado pela prefeitura de Itabuna pois realizou uma grande venda de fumo e café para o exterior, sendo considerado um dos maiores produtores de cacau da região. Por seu intermédio foi construída a primeira igreja, inaugurada no ano de 1928, No entanto, essa obra ocasionou sua decadência, ao se desentender com o padre João do Prado, buscou apoio da população e não obteve sucesso. Assis Araújo se desfez de tudo que havia feito em Palestina e voltou a sua terra natal.
Em 1937, Ibicaraí deixou de ser um simples povoado se tornando um distrito de Itabuna, tendo 12  administradores. No ano de 1943, pela força do decreto-lei de n° 141, Palestina passou a ser chamada de IBICARAÍ, que na língua Tupi quer dizer: Ibi (Terra) - Karaú (Sagrado). Sendo  considerada alta sociedade do distrito, se mobilizavam para lutar pela emancipação, só sendo concretizada no dia 22 de outubro de 1952, pela Lei Estadual de n° 491, assinada pelo governador Regis Pacheco, com a presença da Comissão Emancipacionista liderada por Dagmar Pinto e demais políticos de Ibicaraí, além de políticos das cidades vizinhas, que fizeram acordos com os políticos ibicaraienses, para emanciparem suas localidades nos anos seguintes.
Após o fechamento fábrica de Coca-Cola, que gerava milhares de empregos diretos e indiretos e com o encerramento das atividades do hospital. Esses fatos provocaram a emigração de vários habitantes da cidade para outras partes do estado. Atualmente, é uma cidade com um desenvolvimento lento e gradual, sendo a principal fonte de renda da cidade é proveniente da prefeitura e do comércio local, apresentando uma fábrica de chocolate, proveniente da produção cacaueira restante.
Hoje, a cidade encontra-se em uma situação precária em infraestrutura e praticamente todos as necessidades sociais. Essa situação se agravou depois do fechamento da única fábrica da cidade, a Coca-Cola, que gerava milhares de empregos diretos e indiretos e com o encerramento das atividades do hospital (o hospital foi reaberto, mas faltando mais investimento para funcionar dignamente). Esses fatos provocaram a emigração de vários habitantes da cidade para outras partes do estado. Atualmente, a principal fonte de renda da cidade é proveniente da prefeitura e do comércio local.

## Localização
O município de Ibicaraí está localizado no sul do Estado da Bahia, na Zona Centro Oeste da Região Cacaueira, a 42 quilômetros de Itabuna (BAHIA). Limita-se ao Norte com Almadina, ao Sul com Itapé, a Leste com Coaraci e a Oeste com Floresta Azul. Cerca de 73,65% da população é urbana e 26,35% é rural. Ocupa atualmente a área de 231,938 quilômetros quadrados.

## Clima e vegetação

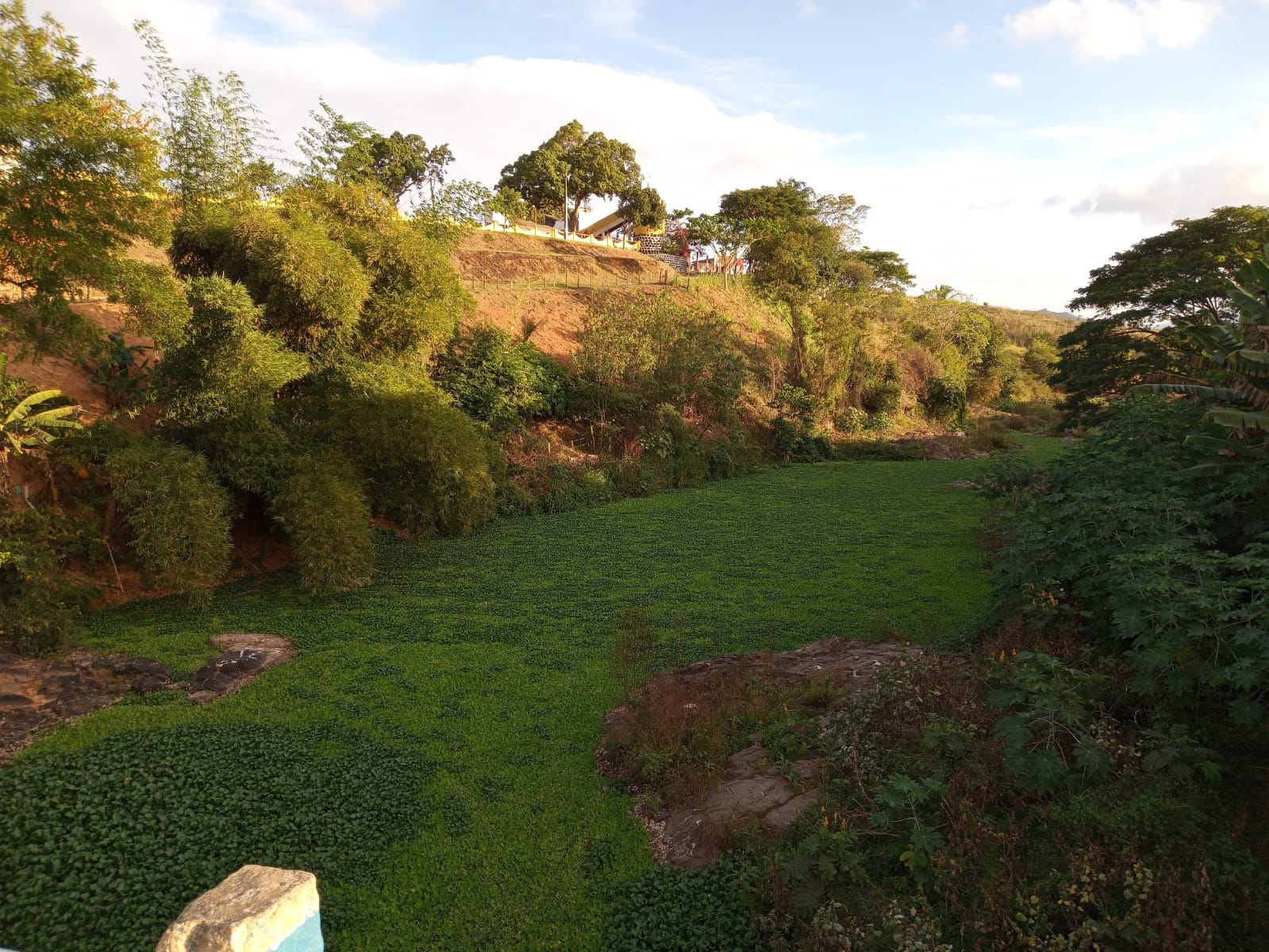
Rio e vegetação aquática

As poucas precipitações ocorrentes no local concentram-se nos meses de outubro a janeiro, alcançando médias pluviométricas anuais de 800 mm.
Vegetação característica local é a do tipo Floresta Caducifólia Tropófila, que está diretamente relacionada com as condições climáticas da região e com a geologia da área.
As águas do Rio Pardo possuem uma característica físico-química peculiar, alta salinidade, que torna as águas desse rio impróprias para o consumo humano.

## Meteorologia
O Verão em Ibicaraí é extenso, intenso e muito opressivo. Baseado no índice de turismo, existe uma melhor época do ano  para visitar a localidade e realizar atividades ao ar livre que é do início de junho até o final de Setembro.

## Relevo
Sua topografia, considerada acidentada, é formada pelas serras Jussara e Quatro Porcos. O município é banhado pelo Rio Salgado e seus afluentes são: Córrego Grande, Cajueiro, Luxo, Banha, Saloméia, Barbados, Miúdos, Patioba, Iscas, Riacho de Areia e as Cachoeiras de Pancada Formosa e distantes 09 km do centro da cidade.
No Mapa Topográfico de Ibicaraí é possível compreender sobre as coordenadas e as altitudes, média, mínima e alta.

### Geologia
Ibicaraí caracteriza-se por apresentar serras alinhadas e um relevo ondulado. Mantendo contato tectônico com o Complexo de Buerarema, como os metassedimentos da Bacia do Rio Pardo, sendo instruído pela rocha da Suíte intrusiva Pau Brasil.

## Economia
As principais atividades econômicas da região são a pecuária bovina e atividade mineral.

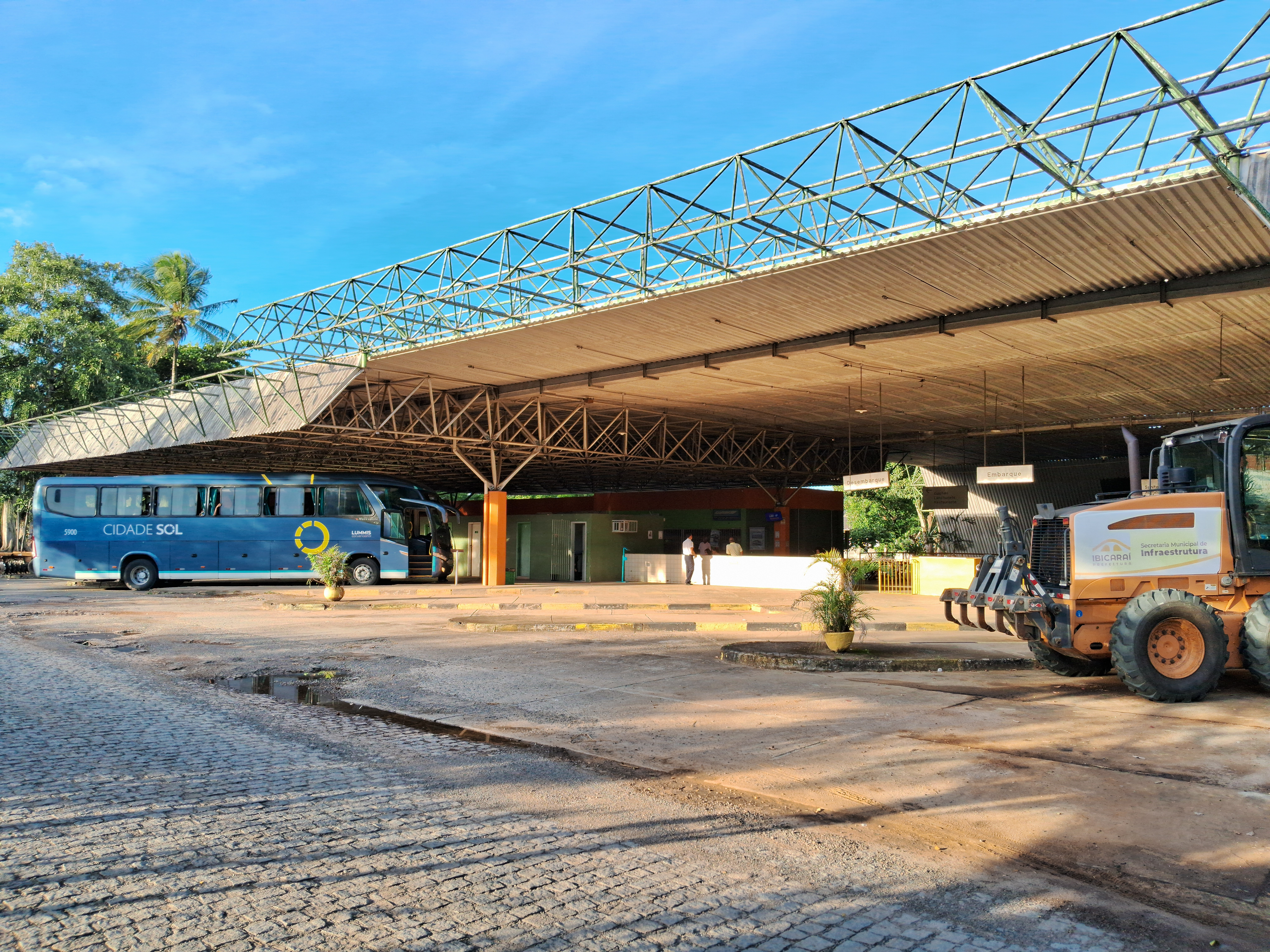
Terminal Rodoviário de Ibicaraí

## Cultura

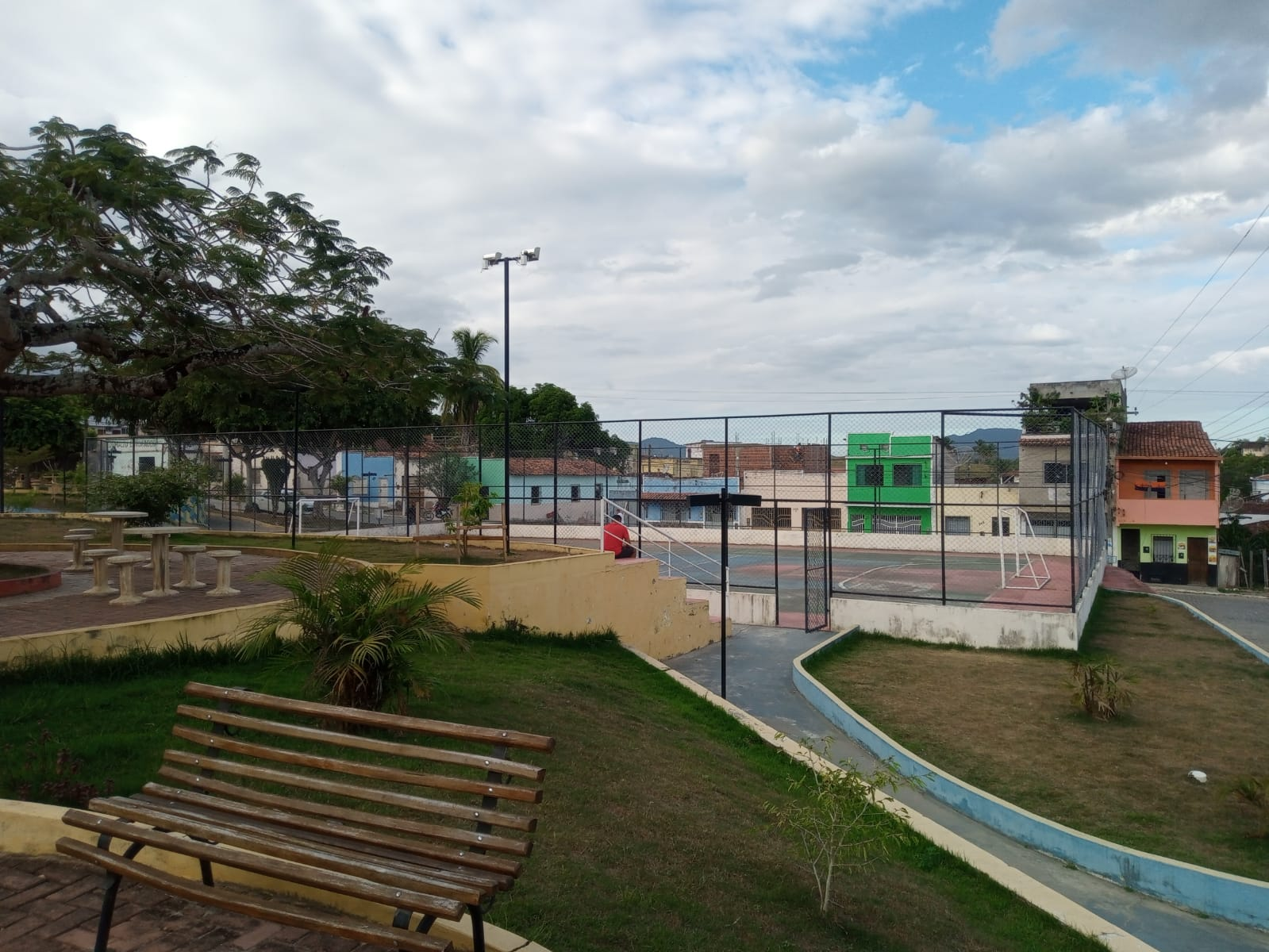
Praça Otaviano Batista

A cidade de Ibicaraí com o passar dos anos foi perdendo suas características de cidade do interior. As principais atividades culturais presentes no Município são festividades religiosas, se destacando entre elas: a festa do Padroeiro do município, Senhor Deus Menino, o São Pedro, O Dia de São Cristóvão, Corpus Christi, entre outras.
O Município tem também a presença de áreas para práticas esportivas. Apresentando atualmente duas quadras de esportes na sede; uma quadra de esporte na Saloméa e outra na Vila Santa Isabel; um ginásio de esporte e um estádio de futebol
O município é desprovido de espaços culturais como Teatro e Centro Cultural, mas, apresenta uma biblioteca pública, que localizasse no centro da cidade, que apresenta uma baixa  infraestrutura. Na área cultural, música, dança, artesanato, fanfarra e teatro são as principais atividades do Município